# .td
.td je vrhovna internetska domena (country code top-level domain - ccTLD) za Čad. Domenom upravlja Société des télécommunications du Tchad.

## Vanjske poveznice
- IANA .td whois informacija  Arhivirana inačica izvorne stranice od 3. prosinca 2008. (Wayback Machine)